# Hipótesis solutrense
La Hipótesis Solutrense trata del poblamiento inicial de las Américas. Según esta hipótesis, la primera migración humana tuvo lugar por una población proveniente de Europa, perteneciente a la llamada Cultura Solutrense, que tuvieron la capacidad y los conocimientos necesarios para fabricar embarcaciones lo suficientemente robustas, con las que habrían viajado a lo largo de la banquisa en el Océano Atlántico, sobreviviendo durante meses y salvando la distancia que separaba los continentes europeo y americano por mar.
Esta hipótesis se enfrenta a la hipótesis clásica que habla de un poblamiento de las Américas por personas llegadas desde Asia a través del puente terrestre de Bering (Beringia) hacia Alaska durante el Último Período Glacial, hace unos 13.500 años AP (Antes del Presente), o por viaje marítimo en botes a lo largo de la costa del Pacífico.
La hipótesis solutrense postula que hace unos 20.000 años, gente de esta cultura que se caracterizan por una técnica lítica única, durante la Edad de Hielo en Europa, emigró a América del Norte a lo largo de la banquisa en el Océano Atlántico. Trajeron con ellos sus métodos de fabricación de herramientas líticas, que permanecieron en desuso durante varios milenios, y que proporcionaron la base para la tecnología Clovis posterior, que se dispersó por todo el continente hace unos 13.000 años. La hipótesis se basa en gran parte en las similitudes entre las tecnologías líticas del Solutrense europeo y Clovis.
Esta teoría fue propuesta inicialmente en la década de los 70 del siglo XX, pero ha sido fuertemente impulsada desde 1999 por el antropólogo Dennis J. Stanford de la Smithsonian Institution, y por el arqueólogo Bruce A. Bradley, profesor emérito de la Universidad de Exeter (Inglaterra). Los defensores de esta hipótesis se apoyan en hallazgos arqueológicos recientes como los de Cactus Hill en Virginia, Meadowcroft Rockshelter en Pensilvania y Miles Point en Maryland, como una muestra de la fase de transición entre la tecnología lítica solutrense y la posterior tecnología Clovis. Otro elemento genético en el que se apoyan es la presencia del haplogrupo X (ADN mt) en las poblaciones europeas y americanas.
Sin embargo, esta hipótesis es controvertida y criticada por historiadores, antropólogos y genetistas. El antropólogo David J. Meltzer ha llegado a afirmar: 

Pocos arqueólogos, si es que hay alguno, o para el caso, genetistas, lingüistas o antropólogos físicos, toman en serio la idea de una colonización solutrense de América
Meltzer

 Muchos consideran que las similitudes encontradas son incidentales y que las evidencias arqueológicas, son más consistentes con las hipótesis clásicas. La evidencia genética reciente apoya la teoría de los orígenes asiáticos y no europeos, para el poblamiento de las Américas.

## La hipótesis solutrense

### Antecedentes de la hipótesis solutrense
Stanford y Bradley no fueron los primeros en sugerir que los europeos se establecieron en las Américas en la época de la Edad del Hielo.
La idea de que los primeros habitantes de América eran blancos y provenían de Europa se remonta al siglo XVIII, donde se especulaba que una “tribu perdida de Israel” había colonizado América del Norte hace 2.500 años, hipótesis retomada por algunos científicos en este siglo.
El arqueólogo Charles C. Abbott desenterró a finales del siglo XIX herramientas de piedra en el valle del río Delaware que no parecían pertenecer a los nativos americanos, sino a una raza antigua de gente americana de la era de la glaciación, similar a la gente paleolítica de Europa. Meltzer explica que Abbot estudió la historia humana para acomodar sus hechos a la secuencia europea de la prehistoria humana.
Estas opiniones de Abbot apoyaron la opinión de algunos arqueólogos que a finales del siglo XIX creían que los montículos del Misisipi, en Cahokia, eran demasiado complejos para ser de origen nativo americano, y que asumieron que debieron ser construidos por una “raza” de constructores altamente civilizados, aunque olvidados, posiblemente de ascendencia judía o vikinga.
Con el cambio de siglo, nuevas evidencias geológicas y arqueológicas refutaron la mayoría de estas hipótesis, y la mayoría de los académicos estuvieron de acuerdo en que los pueblos indígenas de América llevaban varios milenios allí, y que sus antepasados habían venido de Asia durante un período de glaciación.

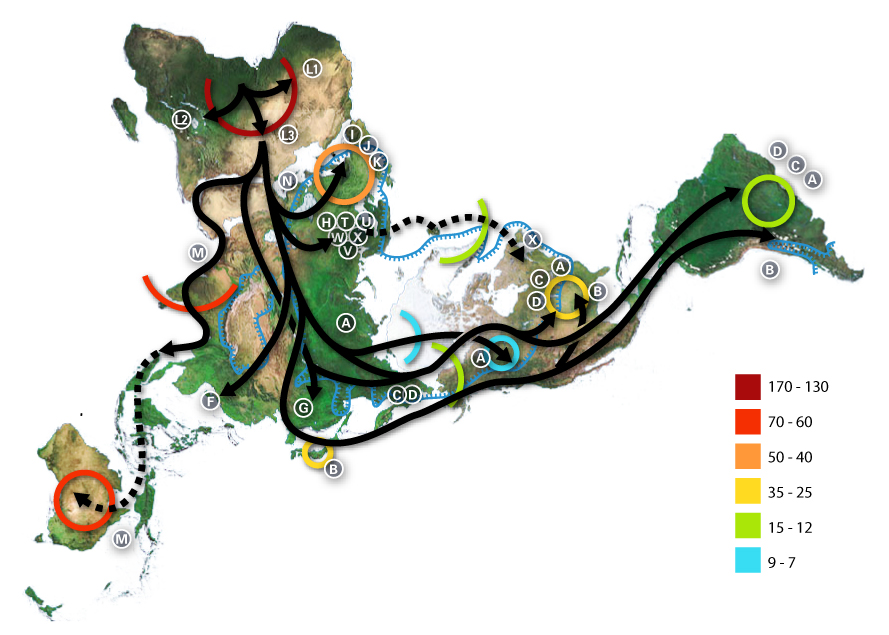
Mapa de las migraciones humanas prehistóricas según la genética mitocondrial, indicando un probable origen europeo de parte del poblamiento de América.

A mediados del siglo XX, los arqueólogos Frank C. Hibben y EF Greenman criticaron la teoría de una migración desde Asia, porque no se habían encontrado herramientas de piedra en Beringia o el noreste de Asia parecidas a las puntas de lanza de América del Norte continental. Por el contrario consideraba que había rasgos comunes del Paleolítico Superior en el área del Golfo de Vizcaya y en Terranova, con presencia de canoas y kayaks en Francia y España, y la evidencia de que el Atlántico Norte estaba en ese momento obstruido por hielo flotante. Pensaba además que las herramientas de piedra y las pinturas rupestres encontradas en Terranova y otras partes de América del Norte sugerían características del Paleolítico Superior en Europa. La mayoría de los colegas de Greenman no se dejaron convencer por esta hipótesis, aunque algunos la apreciaron como audaz y estimulante.

### Génesis de la hipótesis solutrense
En 1933 se encontró una punta de lanza bifacial en Clovis (Nuevo México), junto al esqueleto de un mamut, que fueron datados en 11.500 años AP, lo que suponía el artefacto humano más antiguo encontrado hasta ese momento en América. Pronto se encontraron miles de pedernales similares en casi toda América del Norte, y con una datación similar, todas del final de la última edad de hielo, lo que dio lugar a la llamada “cultura Clovis”, que se habría introducido en América desde Asia a través de Beringia. Esta teoría se mantuvo sin cambios durante todo el siglo XX.
A finales del siglo XX, se descubrieron (James Adovasio - Instituto Arqueológico de Mercyhurst) artefactos bajo las capas de Clovis con una antigüedad de hasta 18.000 años, aunque esta fue muy debatida. Luego, Douglas Wallace (Universidad Emory) estudió el ADN mitocondrial, y llegó a la conclusión de que el ADN de cada nativo americano estaba formado por una combinación de cuatro haplogrupos (A – D) que provenían de Siberia y del noreste de Asia, pero que la primera migración había llegado hace 20.000 a 30.000 años, lo que rompía la teoría de Clovis como primeros humanos en América.
Dennis Stanford (Instituto Smithsoniano) buscó puntas líticas de lanza en la ruta de Asia hacia América, pero las herramientas que encontró eran bastante diferentes de las puntas Clovis, con una tecnología diferente. La tecnología particular de Clovis (descamación) fue confirmada por el arqueólogo Bruce Bradley (Universidad de Exeter), experto en la elaboración de objetos de pedernal. Este se acordó de haber visto imágenes de puntas similares realizados por la cultura europea solutrense hacía unos 17.000 años, y se desplazó a Francia para comparar dichas puntas con las de Clovis. Allí llegó a la conclusión de que la técnica era similar, aunque había una brecha de tiempo de al menos 6.000 años entre ambas culturas.
Luego se produjo el descubrimiento en la década de 1990 de una punta de sílex en el yacimiento de Cactus Hill (Virginia, Estados Unidos), muy similar a los útiles de la cultura solutrense desarrollada en Francia y la Península ibérica hace unos 20.000 años, y que fue datada entre hace 17.000 y 15.000 años, con lo que la brecha de tiempo se reducía mucho. Esto llevó a los arqueólogos Dennis Stanford y Bruce Bradley a plantear que los primeros humanos pudieron haber llegado a América por mar desde el golfo de Vizcaya.
La cuestión que se planteaba ahora era si una migración de solutrenses podría haber sobrevivido a las condiciones extremadamente duras de un viaje de entre 2.000 y 6.000 km. El mundo era muy diferente al actual a finales de la Edad del Hielo. En Europa, los hielos perpetuos llegaban hasta la latitud de París, las islas británicas estaban bajo 1,5 metros de hielo, y Escandinavia bajo 3 metros. Al otro lado del mundo, Asia y América estaban unidas por el Puente de Beringia debido al descenso del nivel del mar por la glaciación, y gran parte de Norteamérica estaba congelada.
Los habitantes del Arco Atlántico sobrevivían a duras penas al borde de un mar Cantábrico limitado a pocos kilómetros al norte por el hielo. Stanford y Bradley propusieron la hipótesis solutrense, en la que pobladores del golfo de Vizcaya pudieron adentrarse en el mar en pequeñas embarcaciones y acabar accidentalmente al otro lado del océano 6.000 años antes que aquellos que siguieron la ruta del oeste, sin posibilidad de volver a casa, y dando lugar posteriormente a la Cultura Clovis, una de las más antiguas de América.
Otro defensor de la hipótesis, el biólogo Bill Montevecchi, defiende que podrían haberse alimentado de focas, ballenas, y haber cazado un ave ya extinta, el Alca gigante. Stanford y Bradley buscaron restos de algún hogar donde hubieran cocinado para confirmar la datación, pero solo hallaron rastros de carbón de 22.000 años, pero ninguna herramienta lítica.
La hipótesis fue presentada por primera vez en 1999 en la conferencia “Clovis and Beyond” en Santa Fe (Nuevo México), e ilustrada posteriormente en los documentales “Stone Age Columbus” de la BBC (2002), “Ice Age Columbus: Who Were the First Americans?” de Discovery Channel (2005) y “Ice Bridge” de la Canadian Broadcasting Corporation (2018).
Stanford y Bradley creen que las puntas de lanza bifaciales de piedra Clovis de América del Norte son la continuación tecnológica de las realizadas por los pueblos solutrenses del sudoeste de Europa del Paleolítico Superior. Destacan que ambas están hechas mediante una técnica de descamación ‘superior’, que evidencia su origen común. La diferencia de al menos 5.000 años entre ambas culturas era explicada para ellos por el descubrimiento de artefactos de piedra de 16.000 años en Meadowcroft Rockshelter (Pensilvania), y en otros lugares de América.
El punto siguiente a explicar era cómo se realizó el viaje a través del Océano Atlántico hasta América, y cómo los solutrenses se convirtieron en los que dieron origen a la cultura Clovis. Tras analizar las formas tradicionales de navegación de los esquimales Inuit en Alaska, Stanford y Bradley consideraron que podrían haber utilizado esas mismas formas para cruzar el Atlántico.
Otro elemento de esta hipótesis es la vieja idea de que el haplogrupo mitocondrial particular X (un grupo de linajes maternos estrechamente relacionados) muestra una conexión entre América del Norte y Europa. El pediatra y genetista Stephen Oppenheimer afirma que la presencia del haplogrupo X en una población antigua de América del Norte es a priori una evidencia de la conexión europea.
A destacar que Stanford y Bradley no niegan que la mayoría de la ascendencia nativa americana proviene de siberianos que vivían en Beringia durante el Último Máximo Glacial - UMG (23.000 a 13.000 años AP), pero afirman que “un gran número” de solutrenses deben haber migrado anteriormente a América del Norte.

## Análisis de la tecnología lítica

### La cultura solutrense

Área de distribución del Solutrense en Francia y la península ibérica.

El Solutrense es una cultura prehistórica desarrollada en Francia y en la Península ibérica en la segunda mitad del Paleolítico superior. El nombre proviene del sitio prehistórico de Solutré, en Saona y Loira (Francia), encontrado en 1866 y datado en 21.000 años AP. La cultura solutrense se desarrolló del 22.000 al 18.000 años AP (hasta el 15.000 AP en la península ibérica), durante el UMG de la Glaciación de Würm. Fue un período precedido por el Gravetiense (31.000 a 22.000 años AP), y sucedido por el Magdaleniense (17.000 a 8.000 años AP).
En esta época, las temperaturas medias en los Alpes eran 10 a 12 °C inferiores a las actuales, el nivel del mar era inferior de 125 metros al nivel actual (agua retenida en los hielos continentales) y el polvo atmosférico era muy denso, hasta 25 veces más elevado que el actual.

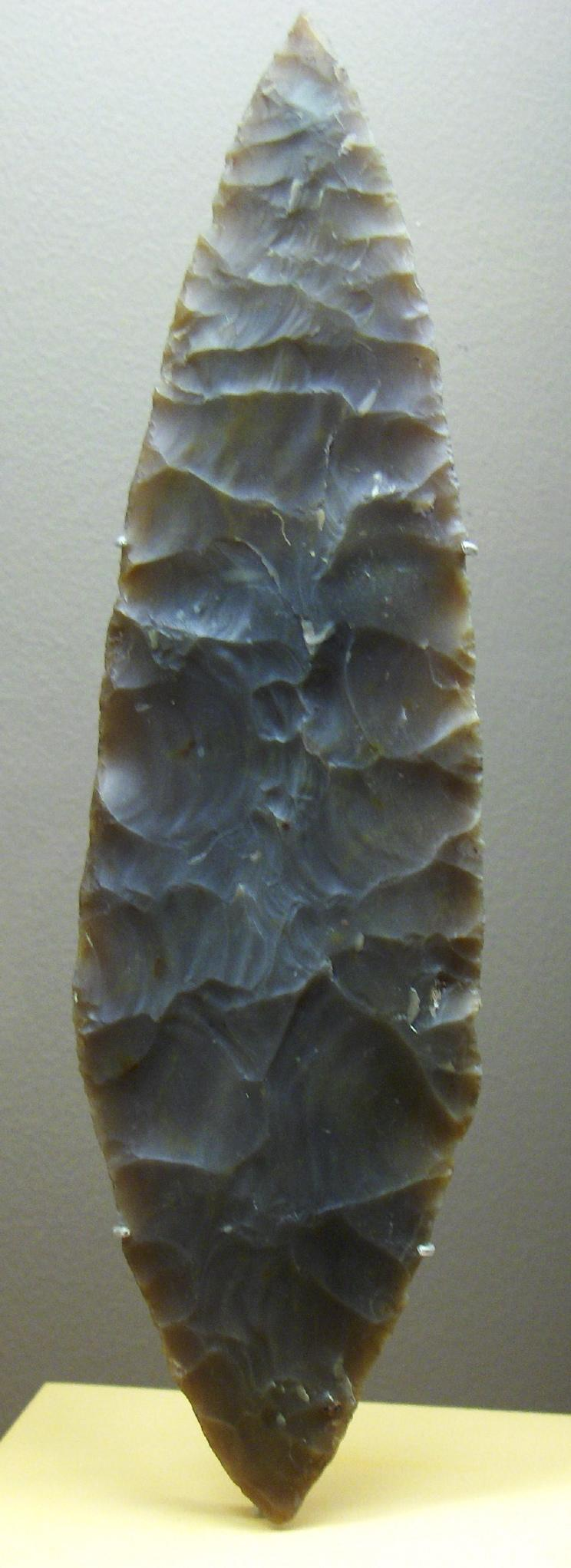
Punta bifacial en forma de hoja de laurel.

Durante esta fase del Paleolítico superior se produjeron avances técnicos importantes como nuevas formas de enmangue y de utilización de útiles de piedra sobre astiles de madera, o el auge del arte rupestre.
Respecto a la industria lítica, la época de fabricación de herramientas de sílex del Solutrense puede verse como una etapa de transición entre las herramientas de pedernal del Musteriense y los utensilios de hueso de la época Magdaleniense. La fabricación de herramientas del Solutrense empleó técnicas novedosas y trabajó exquisitamente el pedernal. Los artefactos líticos se caracterizan por un retoque plano que les permitieron fabricar unos instrumentos particularmente finos, produciendo puntas grandes y delgadas, posiblemente para las primeras flechas, y puntas bifaciales (llamadas hojas de laurel) finamente trabajadas, obtenidas por percusión de reducción lítica y descamación a presión, en lugar del tallado del pedernal, o dando un tratamiento térmico al sílex para facilitar la talla.
Se puede dividir el Solutrense en las siguientes fases:
- 'Inferior', caracterizada por puntas planas unifaciales con retoque en los bordes, de 21.000 años AP en la Península ibérica, Aquitania y sur de Francia.
- 'Medio', hace 20.000 años AP, con las clásicas 'hojas de laurel' con fino retoque plano y talla bifacial, producido por presión, a menudo tras un tratamiento térmico, en una zona que llega hasta la cuenca de París. El tamaño de las puntas es variable (3 a 30 cm), así como su uso (proyectiles, cuchillos para matanza y trabajo con materiales vegetales blandos).
- 'Superior', hace 19.000 años AP, con variabilidad diacrónica y regional. Aparecen las 'puntas de sauce', más largas y finas que las de laurel, y con retoque plano laminar. La talla suele ser unifacial, con presencia de algunas bifaciales. Junto a ellas aparecen las puntas de muesca, donde el retoque es una muesca lateral que favorece el enmangue.

### La cultura Clovis
La cultura Clovis es una cultura paleoamericana prehistórica desarrollada principalmente en el norte de México y el sur de Estados Unidos. El nombre proviene del sitio prehistórico de Blackwater cerca de Clovis (Nuevo México), donde se encontraron entre 1932 y 1936 distintas herramientas de piedra y hueso relacionadas con la fauna del Pleistoceno, y que fueron datadas por radiocarbono entre 11.250 y 10.600 años AP, cerca del final del último período glaciar, durante el Dryas Reciente.

Mapa de América con los sitios previos a la cultura de Clovis.

Se han encontrado cientos de sitios correspondientes a esta cultura, donde se han obtenido más de 10.000 puntas Clovis, características de esta cultura.
Desde mediados del siglo XX, la cultura Clovis fue considerada la más antigua de América y la antecesora de la mayoría de los pueblos indígenas de las Américas. Sin embargo, varios descubrimientos arqueológicos más antiguos aportaron pruebas de la existencia de culturas amerindias más antiguas, entre otros Cactus Hill (Virginia), Meadowcroft Rockshelter (Pensilvania), Friedkin (Texas), Monte Verde en Chile o Pedra Furada en Brasil.

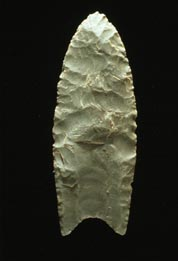
Punta bifacial Clovis

El sello distintivo de la industria lítica en la cultura Clovis es la punta de lanza de piedra acanalada conocida como ‘punta Clovis’, que se ha encontrado en numerosos sitios de América del Norte, y de manera más restringida en América del Sur.
La punta Clovis es bifacial, típicamente estriada en ambos lados y caracterizada por su forma lanceolada. Suelen tener 1 cm de grosor, unos 4 cm de ancho y unos 10 cm de largo. Los filos son paralelos o tienden a ser convexos, y su manufactura requirió la aplicación cuidadosa de presión a lo largo de todo el costado. La base de la punta es cóncava y las caras generalmente presentan una acanaladura central hasta la mitad de la pieza, que servía para asegurar la punta a un mango generalmente de madera. La base del objeto suele ser más gruesa que los filos o la punta. Los bordes inferiores de la hoja y de la base están retocados para quitarles filo y poder empuñarlo.
Las herramientas Clovis se produjeron durante un período de al menos 300 años, utilizando como material pedernal, jaspe, calcedonia y otras piedras de fractura concoidea.

### La industria lítica en la hipótesis solutrense
No se han encontrado antecedentes líticos de puntas de Clovis en el noroeste de Asia o en Alaska, de dónde se supone que provienen los primeros habitantes humanos de las Américas en las teorías clásicas de la arqueología. Esto ha dado pie o ha reforzado la hipótesis solutrense de que la tecnología fue introducida por cazadores provenientes de Europa que atravesaron la plataforma de hielo del Atlántico. Teniendo en cuenta el estilo de fabricación de las herramientas, se ha considerado que las industrias líticas solutrense y Clovis eran equiparables, y que las puntas Clovis derivan de las técnicas del solutrense, aunque no haya ninguna prueba concluyente.
La prueba más significativa de la Hipótesis Solutrense es un cuchillo de piedra fabricado por la técnica de descamación, y recuperado por el arrastrero de vieiras 'Cinmar' en 1974, al mismo tiempo que se encontró en el mismo recorrido de dragado un cráneo de mastodonte, en aguas de más de 70 metros de profundidad, a unos 100 km de Cape Charles, Virginia, Estados Unidos. Un análisis realizado por un arqueólogo dio como resultado que la herramienta bifacial era una riolita con una pátina calcárea, proveniente de las montañas Blue Ridge, al oeste, que había resistido en la superficie durante 500 años antes de ser cubierta por el mar tras el final del UMG, por lo que el artefacto databa de la ocupación humana temprana de América del Norte. Un colmillo se dató hace 23.000 años, por lo que si la hoja de piedra correspondiese a una época similar, podría coincidir con las fechas de la cultura solutrense. Stanford y Bradley propusieron que el cuchillo pertenecería a las primeras personas en Virginia provenientes de Europa, que mataron y descuartizaron a un mastodonte atrapado en un pantano. Tanto el cuchillo como el cráneo fueron enterrados en sedimentos pantanosos anaeróbicos y preservados, hasta que fueron dragados a la superficie más de 20.000 años después.
Otras alternativas evocadas son que el barco de arrastre de vieiras sacó a la luz el cráneo más viejo y el cuchillo más joven al mismo tiempo, o que el cuchillo fue arrastrado por una inundación con troncos de árboles incrustados en el hielo, flotando hacia el océano, o que alguien en un bote años más tarde perdió la hoja por el costado, aterrizando cerca del sitio del cráneo del mastodonte.
Tras la presentación de la Hipótesis Solutrense, se produjo una verdadera batalla científica. Varios científicos cuestionan que la técnica de descamación por exceso sea evidencia de un vínculo entre las dos culturas. Lawrence G. Straus señaló no se había encontrado arte rupestre solutrense en América y que las similitudes líticas podían atribuirse a una invención independiente: 

uno o dos atributos técnicos son insuficientes para establecer un vínculo cultural o una interconexión a larga distancia
Straus

  Stanford y Bradley contraatacaron con la lista de descubrimientos de sitios anteriores a Clovis, y dieron una lista más detallada de las características similares líticas entre ambas culturas. Además afirmaron que:

la hipótesis de que una tradición marítima del Paleolítico solutrense dio lugar a tecnologías pre-Clovis y Clovis debería ser elevada de especulación moribunda a una investigación altamente viable
Bradley y Stanford

En 2005, los arqueólogos L. Straus, D. Meltzer y T. Goebel publicaron otra revisión crítica de la Hipótesis solutrense, centrándose en la no existencia de la acanaladura central de las puntas solutrenses, y en el hecho de que no se ha encontrado ningún resto del hábitat original de los solutrenses en la cultura Clovis. La respuesta de Stanford y Bradley se centró en refutar las críticas, brindando detalles de cómo los solutrenses podrían haber cruzado el Atlántico de la Edad de Hielo, y se enfocaron en cómo sus herramientas de piedra podrían vincularse con Clovis y los hallazgos anteriores a Clovis. En 2012 publicaron un volumen completo sobre la Hipótesis solutrense reuniendo los datos recopilados en sus años de investigación, pero limitándose a comparar las herramientas de piedra anteriores a Clovis y las solutrenses. Sus críticos se mantuvieron escépticos, criticando la falta de evidencia de un pasaje navegable a través del Atlántico y la adaptación solutrense a un entorno marino.
En resumen, la teoría solutrense se enfrenta en lo que concierne a la industria lítica a la dificultad de explicar el gran lapso de tiempo transcurrido entre la cultura solutrense (hace unos 18.000 años), y la cultura Clovis (hace 13.000 años), y la falta de características y herramientas específicas del solutrense en la tecnología de Clovis. Imaginar que el mismo estilo de procesamiento de piedra se ha mantenido durante unos 7.000 años no tiene precedente en Norteamérica. Las culturas no suelen ser estáticas y se adoptan nuevas tecnologías para la fabricación de puntas, normalmente a ritmo de siglos, para adaptarse a los cambios climáticos, al tipo de plantas a cortar y a los animales a desollar.
Un estudio realizado mediante análisis cladístico y de los atributos morfométricos reales de las herramientas de piedra de todo el continente americano concluye que las tecnologías más tempranas y bien documentadas de Norteamérica, hayan llegado a América del Norte a través, o del corredor libre de hielo entre las capas de hielo Laurentino y de la Cordillera, que se supone que se abrió hace 12.000 años, o de la costa noroeste (Beringia), y no en el noreste como exigiría la hipótesis solutrense.

## Elementos genéticos en la hipótesis solutrense
Los partidarios de la Hipótesis solutrense se apoyan en dos líneas principales de tipo genético como evidencia de una migración transatlántica:
- Presencia del Haplogrupo mitocondrial X2a en el continente de América del Norte.
- Señales de ancestros de Europa occidental en el genoma de los Nativos Americanos.

### Haplogrupo X2a

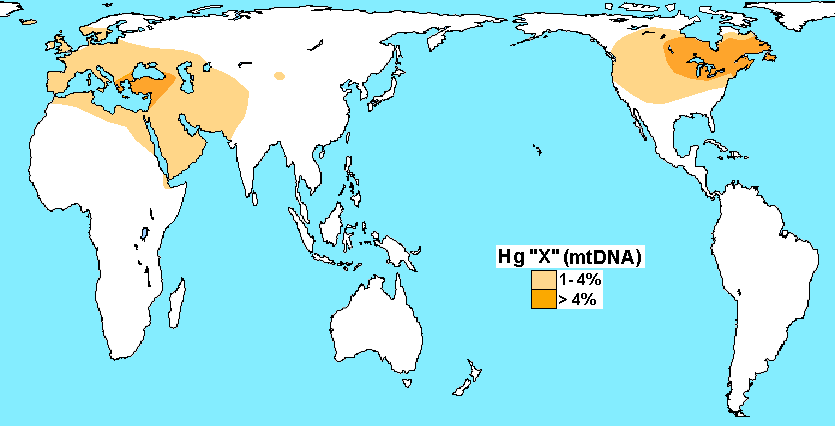
Distribución del Haplogrupo X, más fuerte en Anatolia, Europa y la costa nororiental de América.

El haplogrupo mitocondrial N es considerado euroasiático occidental, originado en Asia Meridional hace unos 60 a 65.000 años, con su centro de expansión en el Oriente Próximo. Esta mutación N fue la que logró la adaptación humana al frío extremo durante la glaciación Würm en Europa o glaciación Wisconsin en América. La era glacial transcurrió entre hace 100.000 y 12.000 años.
El haplogrupo mitocondrial X, descendiente del haplogrupo N, es típico de Eurasia Occidental y de las poblaciones nativas de América del Norte. Se originó en Oriente Medio hace unos 30.000 años, y sus descendientes son X1 y X2. El subgrupo X1 de unos 10.000 años de antigüedad, está restringido al Medio Oriente, al norte y el este de África. En cambio, el subgrupo X2 está presente en toda Eurasia Occidental, América y en Siberia en las mutaciones X2a y X2g, originadas hace unos 21.000 años.
Los cuatro principales haplogrupos de ADNmt de los nativos americanos (A, B, C y D) se establecieron en Asia antes del comienzo del UMG, pero el subclado X2a del haplogrupo X es único en Norteamérica y no aparece en Asia, mientras el grupo X2 podemos encontrarlo en Eurasia occidental. Esta distribución se emplea como apoyo a la posibilidad de una migración solutrense desde Europa occidental a través del Atlántico durante el Pleistoceno. Se cita el alto porcentaje del haplogrupo X2 en las islas Orcadas, cerca de Escocia, como prueba adicional de esta transmigración. Sin embargo, no debemos olvidar que no se ha secuenciado ningún genoma de un pueblo solutrense, sino que nos basamos en los estudios genéticos de europeos actuales.
En 1998, Michael Brown identificó la presencia del haplogrupo X2 en América como evidencia de una posible población fundadora caucásica de los primeros estadounidenses que se extendía desde la costa noreste, ya que no se había encontrado dicho haplogrupo en Asia. Sin embargo, un artículo de 2008 refutaba el argumento de la hipótesis solutrense, ya que los cinco haplogrupos de ADN mitocondrial (A-D y X) se encontraban en la estructura genética de una sola población fundadora de nativos americanos, lo que no respaldaba posibles migraciones independientes de haplogrupos, como la planteada por la hipótesis solutrense.
Un estudio genético de Stephen Oppenheimer en Oxford halló el haplogrupo X2a en tres de cuarenta dientes analizados de antepasados de la nación Huron-Wendat, aunque Jennifer Raff resta valor a este hallazgo por basarse solo en un marcador genético. Este marcador pudo aparecer en el ADN al ser “recogido” por los antepasados de los nativos americanos cuando se encontraron con las poblaciones del norte de Eurasia en su migración hacia Siberia.
En un artículo de 2012 se argumentó contra la hipótesis solutrense por motivos genéticos. Investigadores de Italia argumentaron que las mutaciones C4c y X2a tenían “historias genéticas paralelas”, y que las similitudes en edades y distribuciones geográficas de ambas brindan apoyo al escenario de un origen dual para los paleoindios. Teniendo en cuenta que C4c es de origen asiático y está arraigado en la porción asiática de la filogenia del ADN mitocondrial, y el paralelismo de la historia genética con X2a, esto descartaría la hipótesis de una ruta de entrada en América del Norte a través de los glaciares del Atlántico.

### El genoma de los nativos americanos
El haplogrupo R1 (ADN-Y), común para los europeos y los nativos americanos, es el segundo haplotipo Y más predominante encontrado entre los indígenas amerindios después del Q (ADN-Y). Se cree que la distribución de R1 está asociada con la repoblación de Eurasia después del UMG. Una teoría propuesta es que llegó a las Américas con la población fundadora. Una segunda teoría es que se introdujo durante la colonización europea. R1 es muy común en toda Eurasia, excepto en Asia oriental y el sudeste asiático.
En 2014 se secuenció el ADN autosómico de un niño de 1 año de Anzick (Montana) de unos 12.500 años, del esqueleto denominado Anzick-1, asociado a varios artefactos de Clovis (de hecho es el único esqueleto humano asociado directamente a artefactos Clovis). Las comparaciones mostraron fuertes afinidades con el ADN de sitios siberianos, por lo que el análisis refutaba la posibilidad de que Clovis se hubiese originado a través de una migración europea solutrense a las Américas. El ADN también mostró fuertes afinidades con el 80% de las poblaciones nativas americanas existentes, lo que indica que todas ellas derivan de una población antigua de la zona de Siberia, la población Mal’ta-Buret’ del Paleolítico superior. El haplogrupo Y de Anzick-1 es Q.
Un análisis genético de 2014 en Nature informó que el ADN de un esqueleto (MA-1) de 24.000 años del este de Siberia, de la cultura Mal’ta, proporcionó evidencia genética mitocondrial, cromosómica Y y autosómica, que sugiere que entre el 14 y el 38% de la ascendencia nativa americana se originó en una antigua población euroasiática. El genoma mitocondrial pertenecía al haplogrupo U, que se encuentra con frecuencia en los cazadores-recolectores europeos del Paleolítico Superior y del Mesolítico. Esto abriría la puerta, según sus autores, de que las características craneales de los primeros americanos que no son del este de Asia provengan del Viejo Mundo por la migración a través de Beringia, en lugar de un viaje transatlántico desde Iberia o Francia como propone la hipótesis solutrense.
Otro elemento de controversia fue el descubrimiento en 1996 de los restos óseos de un hombre en Kennewick, Washington, en el oeste de Estados Unidos (Hombre de Kennewick), de unos 9.000 años de antigüedad, y cuyas relación con los pueblo nativos americanos o con los del sudeste asiático fue causa de discusión hasta las conclusiones del estudio de ADN en 2015 por la Universidad de Copenhague. El perfil genético está relacionado sobre todo con los nativos americanos y no muestra rastros de ascendencia europea en su genoma. Su haplogrupo ADN-Y es Q-M3, y su ADN mitocondrial es X2a, ambos marcadores genéticos uniparentales que se encuentran casi exclusivamente en los nativos americanos.
Un informe de 2015 reevaluó la evidencia de ADN. No se ha encontrado el haplogrupo X2a en ninguna parte de Eurasia, y la filogeografía no da ninguna razón para pensar que pueda provenir más de Europa que de Siberia. Además, el análisis completo del genoma del Hombre de Kennewick no da ninguna indicación de ascendencia europea reciente y cambia la ubicación del X2a a la costa oeste, como con otros haplogrupos mitocondriales fundadores. Ningún estudio de alta resolución de datos de todo el genoma de los nativos americanos ha proporcionado ninguna evidencia de ascendencia europea del Pleistoceno o flujo genético transatlántico.
Da la impresión de que todos los nativos americanos contemporáneos y antiguos muestran descendencia de una población ancestral con raíces siberianas. Hay un patrón muy claro de historia evolutiva registrado en genomas antiguos de Siberia, Beringia y América del Norte, y no hay evidencia de un flujo transatlántico de genes.

### Reflexiones finales sobre la genética de la hipótesis solutrense
La hipótesis analizada asume que los solutrenses tenían el haplogrupo X porque se ve en las poblaciones europeas actuales, pero el acervo genético europeo contemporáneo se formó en los últimos 8.000 años, y no sabemos si los pueblos anteriores lo tenían, o en qué frecuencia. Nunca se ha secuenciado ningún genoma de un pueblo solutrense, por lo que hay que ser cauteloso en las hipótesis planteadas al no tener confirmación directa del ADN antiguo.
Hoy en día, los linajes del haplogrupo X se encuentran en Europa, Asia, África del Norte y América del Norte. Podemos reconstruir sus relaciones evolutivas observando patrones de mutaciones compartidas y derivadas. Los linajes que se encuentran en América (X2a y X2g) no descienden de los que se encuentran en Europa (X2b, X2d y X2d), aunque todos tienen un ancestro común muy antiguo de Eurasia, X2. El haplogrupo X2a tiene una edad comparable a los haplogrupos indígenas americanos (A, B, C, D), lo que no sería cierto si se derivara de una migración separada de Europa. Finalmente, el genoma secuenciado del Hombre de Kennewick, de hace 9.000 años y de la costa oeste (y no de la costa este como indicaría la hipótesis solutrense), indica que no tiene ascendencia de fuentes europeas; no parece posible heredar solo su genoma mitocondrial de los solutrenses, pero el resto de su genoma de los inmigrantes de Beringia. Por lo que, sin evidencia adicional, no hay nada que justifique la suposición de que X2a debe haber evolucionado en Europa.

## Otros elementos de la hipótesis solutrense

### El arte rupestre en la hipótesis solutrense
No existe evidencia no tecnológica en las Américas, como es el caso del arte rupestre que se encuentra en las áreas solutrenses de Francia y España. Stanford y Bradley objetaron que probablemente el grupo de solutrenses que logró cruzar el frente glacial del Atlántico Norte, pudo quizás no haber exhibido toda la gama de rasgos culturales solutrenses. Un trozo de hueso tallado representando a un mamut, encontrado cerca del Hombre de Vero Beach (Florida), y datado entre 13.000 y 20.000 años, dio esperanzas a los defensores de la hipótesis solutrense, pero la historiadora del Arte Barbara Olins comparó la talla de Vero con los grabados “franco-cántabros” de mamuts, e indica que una tribu bosquimana de África del Sur desarrolló una técnica de representación de animales similar a los franco-cántabros, por lo que este estilo podría haber evolucionado en América del Norte de manera independiente.

### Elementos de la datación por carbono
El arrastrero 'Cinmar' encontró en 1974 frente a la costa este de Virginia, en un área que habría sido tierra seca antes de que se elevase el nivel del mar en el Pleistoceno Superior, una herramienta bifacial y los restos de un mastodonte. Los colmillos de este se fecharon en 23.000 años, lo que dio pie a la hipótesis solutrense presentada por Stanford y Bradley. Además, el investigador Darrin Lowery de la Universidad de Delaware descubrió varios sitios arqueológicos en la península Delmarva con dataciones posibles de entre 16.000 y 18.000 años. Esto reforzó las ideas de Stanford y Bradley sobre los pueblos pre-Clovis y su posible vínculo con los europeos paleolíticos.
Existen dos puntos de controversia respecto al bifaz de 'Cinmar':
- Uno es si su asociación con los restos del mastodonte es significativa. Existe una desconexión entre la fecha del colmillo de mastodonte del 'Cinmar' (datado en 23.000 años) y el momento en que se desarrolló la cultura solutrense (hace unos 20.000 años para las puntas bifaciales). Salvo que investigaciones posteriores revisen las fechas, un cazador paleoindio no podría haber matado a ese mastodonte.[58]
- El otro es si es anterior al UMG, o si podría ser Prehistórico Tardío. Stanford y Bradley afirmaron que no encontraron ningún bifaz similar en las colecciones de la costa este en ningún contexto posterior a UMG. Un informe posterior examinó 13 artefactos de más de 22.000 años y descubrió que eran indistinguibles de otros visualmente idénticos del Holoceno en la costa este. Debido a la distribución generalizada de este tipo de puntas y su cronología bien establecida, su conclusión es que las puntas de la península de Delmarva, Nueva Inglaterra, de la plataforma continental o de la costa este de América del Norte, no son necesariamente derivadas de la cultura solutrense, o más antiguas que Clovis o con un patrón cultural pre-Clovis distinto.[59]

En el análisis crítico de Michael O’Brien, las fechas de radiocarbono de ciertos sitios arqueológicos en América del Norte, anteriores a Clovis, y presentados por Stanford y Bradley, son a su vez consistentemente anteriores a la cultura solutrense en Europa de unos 5 a 10.000 años, por lo que podríamos inferir que si las tradiciones solutrenses y Clovis están relacionadas, “aparecieron primero en América del Norte y luego se transfirieron a Europa”. Esta observación intenta reducir al absurdo la hipótesis solutrense.
Por otra parte, las fechas de radiocarbono de los sitios de Clovis no siguen el patrón de una difusión en América del Norte desde la costa este, como postulan Stanford y Bradley. Los sitios anteriores a Clovis más antiguos se encuentran en el lado este del río Misisipi, lo que podría reforzar la hipótesis solutrense, pero también podría contrarrestarla. Si los primeros inmigrantes trajeron el diseño solutrense hace 20.000 años, debieron mantener ese diseño sin cambios durante 6.000 años, y luego esa sociedad estática, realizó un rápido cambio tecnológico en menos de 1.000 años, desarrollando y añadiendo la acanaladura para crear las puntas Clovis hace unos 13.000 años, lo que plantea dudas a esa hipótesis.

## La travesía Atlántica
Durante el UMG, enormes franjas del hemisferio norte aún yacían congeladas bajo el hielo. Estas gigantescas capas de hielo encerraban grandes cantidades de agua, por lo que los niveles del mar eran mucho más bajos que los actuales. Enormes extensiones de tierra quedaron expuestas, lo que explica que los continentes de Asia y América se unieron por un puente de tierra que unía Siberia con Alaska, la denominada Beringia, y que corresponde hoy en día al Estrecho de Bering. Esta es la base de la teoría clásica de la llegada de los primeros humanos al continente americano.
La hipótesis solutrense teoriza que los europeos de la Edad de Hielo podrían haber cruzado el Océano Atlántico Norte a lo largo del borde del bloque de hielo que se extendía desde la costa atlántica de Francia hasta América del Norte durante el UMG. El modelo postula que se podría haber hecho la travesía en pequeños botes, fabricados con la técnica utilizada por los inuits durante miles de años (gente que soporta temperaturas de -35 °C en invierno). Actualmente, los esquimales construyen sus barcos balleneros con piel de foca, madera y tendones de caribú, con los marcos sellados con grasa de foca, y usan piel y tendones de caribú para hacer su ropa, utilizando agujas de hueso similares a las de los antiguos solutrenses. Los solutrenses podrían haber hecho lo mismo durante su viaje; podrían varar los botes en témpanos de hielo flotantes durante la noche, recolectar agua dulce del derretimiento de icebergs o de partes de la banquisa, cazar focas y pescar peces para comer, y usar su grasa como combustible para calentar.
Las opiniones en contra de esta travesía solutrense son múltiples.
Un estudio de 2008 de datos oceanográficos del período en cuestión, concluyó que a partir de los datos paleoceanográficos y paleoambientales existentes, el clima del UMG no se ajusta a las descripciones proporcionadas en la hipótesis solutrense. Basándose en la ubicación de la plataforma de hielo en el momento del supuesto cruce del Atlántico, algunos se muestran escépticos sobre la factibilidad de dicho viaje transoceánico para la gente solutrense, incluso haciendo un uso juicioso de glaciares y témpanos de hielo como puntos de parada temporal y fuentes de agua dulce.
Falta evidencia de viajes marítimos solutrenses. No existe evidencia alguna del uso de botes o de herramientas de fabricación de botes en los sitios solutrenses. El haber encontrado la imagen de un pez y un alca en una cueva francesa, no es evidencia suficiente para demostrar una cultura marinera sofisticada, capaz de cruzar el Atlántico. Si pudieron atravesar el Atlántico, deberíamos encontrar evidencias en islas cercanas a Europa, pero no hay ninguna punta solutrense en ninguna isla del Mediterráneo, aunque eso puede reflejar una arqueología insuficiente y la probabilidad de que los sitios solutrenses se encuentren a 100 m de profundidad o más. Tampoco hay evidencia arqueológica de la caza de mamíferos marinos, desarrollando una habilidad necesaria para subsistir con ese alimento en una migración al oeste de 6.000 km. Como en la reflexión anterior, puede que esos sitios se encuentren a una profundidad de más de 100 m y sean inaccesibles para los arqueólogos hasta que evolucione la tecnología.
Puede que la ruta de migración solutrense propuesta fuera inviable. Aunque el uso del hielo y la caza de mamíferos marinos pudieran ser importantes en otros contextos, las condiciones militan en contra de un posible seguimiento del borde de la banquisa por una población europea adaptada que llegase a América. La existencia de un “puente de hielo” durante todo el año a través del Atlántico durante el UMG no está respaldada por datos paleoclimáticos. Es probable que el hielo marino en el Atlántico haya sido estacional durante unos pocos meses al año. Además, los datos indican que los vientos soplaban hacia el este desde las masas de hielo canadienses, lo que complicaría el viaje.
Por otra parte, el antropólogo Arthur J. Jelinek analizó la gran separación geográfica y temporal entre las culturas solutrense y Clovis, lo que hacía improbable una conexión directa entre ellas, y concluyó que cruzar el Atlántico con los medios disponibles en ese momento habría sido difícil, sino imposible. Esta opinión es compartida por el antropólogo Lawrence G. Straus, quien escribió que: 

no hay representaciones de barcos ni evidencia alguna de navegación o de la capacidad de ganarse la vida principalmente o únicamente del océano durante el solutrense
Straus

 Straus excavó artefactos solutrenses en la costa cantábrica, encontrando conchas marinas y peces de estuario, pero sin evidencia de una explotación de los recursos de aguas profundas. Los defensores de la hipótesis solutrense afirman que las costas del oeste de Europa y del este de América del Norte durante el UMG están ahora bajo el agua y, por lo tanto, la evidencia de la navegación en la era solutrense puede haber sido borrada o sumergida.

## Controversia política y el supremacismo blanco
Los relatos de los descubrimientos europeos de América son muy populares. Las hazañas heroicas de los vikingos y Cristóbal Colón se conmemoran anualmente en los Estados Unidos. Entre los viajes transatlánticos también hay propuestas pseudocientíficas, como la historia de los orígenes de la tribu Chachapoyas en Perú de Hans Giffhorn, o folklóricas como el viaje a América del príncipe galés Madoc hacia el 1170. Todos estos relatos tienen, en diverso grado, implicaciones políticas, y refuerzan la imagen de que las Américas son esencialmente europeas.
La hipótesis solutrense ha atraído el apoyo de grupos de supremacía blanca desde la década de 2010, de la misma manera que hicieron anteriormente con el Hombre de Kennewick, ya que retrasa la reclamación europea sobre las Américas a la Edad de Hielo. La noción de que los ancestros de los nativos americanos no fueron los primeros o los únicos habitantes del continente, tiene gran popularidad entre los nacionalistas blancos, quienes lo ven como una forma de negar a los nativos americanos un derecho ancestral sobre su tierra, y como una justificación del colonialismo.
La teoría de estos supremacistas interpretaba que los habitantes originales de las Américas eran los solutrenses europeos blancos (sin tener en cuenta que estos eran probablemente de piel morena), y que los actuales nativos americanos son “inmigrantes” posteriores provenientes de Asia. Esto es parte de una larga tradición de europeos intentando insertarse en la prehistoria americana, justificando el colonialismo ya que los nativos americanos no habían sido capaces de crear una cultura material diversa y sofisticada.
El carácter político de estos intentos de vincular el origen de los primeros americanos con Europa tiene implicaciones en la vida real, en la atmósfera de tensión posterior a la NAGPRA (Native American Graves Protection & Repatriation Act de 1990) entre los pueblos nativos americanos y los antropólogos, así como en las disputas sobre la propiedad de la tierra en Estados Unidos y Canadá.
Stanford y Bradley son conscientes de las implicaciones políticas de su hipótesis, ya que los nativos americanos se consideran de origen asiático y conquistados por los europeos después de 1492. Si ellos fueran en parte europeos, las líneas divisorias se desdibujarían instantáneamente.
La combinación de afirmaciones arqueológicas para crear un argumento basado en la raza ha nublado la discusión científica. Asociar la teoría con creencias racistas impopulares no ha mejorado la consideración de la hipótesis. El conocimiento del pasado lejano está a veces sujeto a la infiltración ideológica inspirada en narrativas coloniales antiguas, lo que abre la puerta a 'hechos alternativos' y ciencia falsa. Una perspectiva científico-humanista requiere liberar esta cuestión de un sesgo etnocéntrico.

## Crítica de la hipótesis solutrense
La hipótesis solutrense no ha sido bien aceptada por muchos arqueólogos, genetistas y antropólogos. Las razones principales de las críticas a esta hipótesis (ya evocadas en su mayoría) son las siguientes:
- Gran intervalo de tiempo entre la migración solutrense (20.000 años) y la cultura Clovis (13.000 años), sin evolución de la técnica de procesamiento de la piedra.
- Evidencia insuficiente de que la técnica de descamación por exceso sea una prueba del vínculo entre las dos culturas. Falta de acanaladura central en la tecnología solutrense.
- Brecha de unos 3.000 años entre el colmillo de mastodonte del 'Cinmar' (23.000 años) y las puntas bifaciales solutrenses (20.000 años), por lo que los paleoindios no podrían haberlo cazado.
- Ausencia de evidencia no tecnológica en las Américas como el del arte rupestre que se encuentra en las áreas solutrenses de Francia y España.
- Falta de evidencia genética de ascendencia europea en los indígenas de América del Norte.
- La datación por radiocarbono de los sitios de Clovis no muestran el patrón esperado, si la difusión en América del Norte se realizase desde la costa este, como postula la hipótesis solutrense.
- No existe evidencia del uso de botes o de su fabricación en los sitios solutrenses, ni encontramos restos de este tipo de viajes en islas cercanas a Europa o en el Mediterráneo, ni encontramos evidencias de la caza de mamíferos marinos en la cultura solutrense.
- La ruta de migración solutrense propuesta podría ser inviable. El hielo marino del Atlántico podría ser estacional, y los vientos soplaban desde América hacia Europa, en contra de la navegación.

El documental “The Nature of Things” de la cadena Canadian Broadcasting Corporation de enero de 2018, fue ampliamente criticado por científicos e indígenas americanos por la falta de crítica en la presentación de la hipótesis solutrense.

## Conclusión
Nos encontramos ante tres hipótesis principales de poblamiento de las Américas:
- Poblamiento por el Puente de Hielo de Bering

El escenario clásico supone la llegada de cazadores-recolectores desde Siberia al norte de Beringia hace unos 36.000 años, durante el UMG. En aquella época, el nivel del mar había descendido unos 120 m, lo que había hecho aparecer grandes extensiones de tierra. La parte central de Beringia (el puente de tierra de Bering) tenía unos 1.000 km de anchura, y su paisaje era de tundra como se ve hoy en la Alaska Ártica.
Hace unos 25.000 años, los habitantes de Beringia quedaron aislados por razones climáticas durante varios miles de años (en un período conocido como el “estancamiento de Beringia”), surgiendo una nueva población genética (ya no asiática), que los científicos han confirmado que se relaciona con los nativos americanos contemporáneos, dividiéndose en dos linajes principales hace unos 17.000 años.
Finalmente, se produjo una expansión hacia el este y hacia el sur en el continente americano gracias al deshielo de la franja costera del Pacífico hace unos 15.000 años. El análisis genético del ADN mitocondrial revela que los mismos cuatro haplogrupos fundadores del ADN mt (A, B, C, D) se distribuyen por América del Norte y América del Sur, mientras el quinto haplogrupo fundador, X2a, está ausente en América del Sur.
Después hubo al menos otras dos entradas de población siberiana en América, que acabaron de conformar las poblaciones indígenas, que hasta Cristóbal Colón no recibieron ningún aporte genético de Europa Occidental.
La falta de restos humanos estudiados de la edad de hielo, y de datos y evidencia arqueológica, hace que algunos investigadores sean escépticos sobre la evidencia genética de esta teoría.
- Teoría de la migración costera

Hay arqueólogos que sostienen que la ruta terrestre a través de Beringia para llegar a América del Norte habría estado cubierta de hielo y habría sido impracticable hace más de 13.500 años. Esto ha dado origen a la posibilidad de que los humanos hubiesen llegado en botes hace unos 16.000 años, ya que el hielo se habría retirado de las costas del noroeste del Pacífico. Para ello, los marineros se habrían aprovechado de los recursos costeros, como los bosques de algas marinas, para navegar desde la costa de Siberia a la costa de América del Norte, y descender luego hasta América del Sur.
Demostrar esta teoría es complejo, ya que no se han encontrado botes de madera de esa época. Los restos de los campamentos a lo largo de la antigua costa del Pacífico podrían haberse perdido por la erosión y el aumento del nivel del mar, aunque hay pistas de que la gente vivía a lo largo de dicha costa. Por ejemplo, hay evidencia de habitación humana de 13.000 años de antigüedad en las Islas del Canal en California, y de que tenían habilidades para construir botes. Hay arqueólogos buscando indicios de sitios prehistóricos que ahora están bajo el agua a lo largo de la plataforma continental del Pacífico.
- Hipótesis solutrense

La primera migración humana hacia América se habría producido hace unos 20.000 años por una población de la cultura solutrense proveniente de Europa, que pudieron fabricar embarcaciones para viajar a lo largo de la banquisa en el Océano Atlántico.
Los principales apoyos de esta hipótesis son la similitud de las herramientas de piedra halladas en la costa este de Norteamérica con las realizadas por los solutrenses (las llamadas 'hojas de laurel'), y la presencia del marcador genético X2a en el este de América.
La mejor evidencia de esta hipótesis es un solo artefacto dragado de la plataforma continental exterior al este de Virginia, recuperado fuera del contexto de los alrededores. Esta singularidad hace que sea difícil llegar a una conclusión basada en la evidencia. La tecnología para la arqueología subacuática puede permitir un día la excavación del sitio en el que se encontró la punta bifacial de 'Cinmar', o de otros sitios submarinos anteriores a Clovis.
La similitud morfológica de las herramientas puede explicarse porque personas solutrenses trajeron esa técnica a América (hipótesis solutrense), o por una convergencia de solución a un problema a resolver (corte de la carne de una presa, por ejemplo) entre dos poblaciones sin contacto entre ellas.
- Conclusión

A día de hoy, las pruebas disponibles para defender la hipótesis solutrense son demasiado endebles. Hasta que se encuentren otras evidencias que vinculen alguna migración europea a América del Norte hace 20.000 años, la hipótesis solutrense será difícil de probar, aunque nada impide que se continúe investigando para obtener más información y despejar cualquier tipo de duda.

### Libros
- The Editors od Encyclopedia Britannica (1911).  Chisholm, Hugh, ed. "Solutrian Epoch" en Encyclopedia Britannica. Vol 25 (en inglés) (11ª edición). Cambridge University Press. ISBN 9780342496716.
- Gnecco, Cristobal; Lippert, Dorothy (2015). Ethics and Archeological Praxis (en inglés). Nueva York: Springer. ISBN 978-1-4939-1645-0.
- Haynes, Gary (2002). The Early Settlement of North America : The Clovis Era (en inglés). Nueva York: Cambridge University Press. ISBN 978-0-521-524636. Consultado el 8 de abril de 2023.
- Jochim, Michael (2012).  Sarunas Milisauskas, ed. “Chapter 4: The Upper Paleolithic" en "European Prehistory : A Survey" (en inglés). Berlín. p. 84. ISBN 978-0306467936.
- Meldrum, Rod L. (2009).  Digital Legend, ed. Rediscovering the Book of Mormon Remnant through DNA (en inglés). Nueva York. ISBN 978-1-934537-29-9. Consultado el 26 de marzo de 2023.
- Meltzer, David J. (2009). First Peoples in a New World (en inglés). Berkeley: Berkeley : University of California Press. p. 188. ISBN 978-1108735476. Consultado el 26 de marzo de 2023.
- Meltzer, David J. (2015). The Great Paleolithic War: How Science Forged an Understanding of America's Ice Age Past (en inglés). Chicago: University of Chicago Press. p. 44. ISBN 978-0226293226.
- Stanford, Dennis J.; Bradley, Bruce A. (2012). Across Atlantic Ice: The Origin of America's Clovis Culture (en inglés). Berkeley, California: University of California Press. ISBN 978-0520949676. Consultado el 1 de abril de 2023.
- Wells, Spencer (2006). Deep Ancestry: Inside the Genographic Project (en inglés). National Geographic. ISBN 978-0792262152.

### Publicaciones
- Abbott, Charles Conrad (1881). «The Paleolithic Implements of the Valley of the Delaware». Proceedings of the Boston Society of Natural History.
- «Monte Verde Under Fire». Archaeology. 18 de octubre de 1999. ISSN 0003-8113.
- «Pedra Furada, Brazil: Paleoindians, Paintings, and Paradoxes. An interview». Athena Review 3 (2). 2002. ISSN 1083-4141. Archivado desde el original el 24 de mayo de 2011. Consultado el 5 de junio de 2023.
- Balter, Michael (Octubre 2013). «Ancient DNA Links Native Americans With Europe». Science 342 (6157): 409-410. ISSN 0036-8075.
- Bonnichsen, Robson (2001). «Clovis Blade Technology / Clovis Revisited: New Perspectives on Paleoindian Adaptations Form Blackwater Draw, New Mexico / Folsom Lithic Technology: Explorations in Structure and Variation». American Anthropologist 103 (2): 544-546. ISSN 0002-7294.
- Boulanger, Matthew T.; Eren, Metin I. (Enero 2015). «On the Inferred Age and Origin of Lithic Bi-Points from the Eastern Seaboard and their Relevance to the Pleistocene Peopling of North America». American Antiquity 80 (1): 134-145. ISSN 0002-7316.
- Bradley, Bruce; Stanford, Dennis (2004). «The North Atlantic ice-edge corridor: a possible Palaeolithic route to the New World». World Archaeology 36 (4). ISSN 1470-1375.
- Bradley, Bruce; Stanford, Dennis (Diciembre 2006). «The North Atlantic ice-edge corridor: a possible Palaeolithic route to the New World». World Archaeology (en inglés) 36 (4): 459-478. ISSN 1470-1375.
- Bradley, Bruce (15 de septiembre de 2016). «Clovis intentional bifacial overshot flaking: Two replica examples». Journal of Lithic Studies 3 (1). ISSN 2055-0472.
- Brown, M.D.; Hosseini, S.H.; Torroni, A. (Diciembre 1998). «mtDNA haplogroup X: An ancient link between Europe/Western Asia and North America?». The American Journal of Human Genetics 63 (6): 1852-1861. ISSN 0002-9297.
- Buchanan, Briggs; Collard, Marcos (Septiembre 2007). «Investigating the peopling of North America through cladistic analyses of Early Paleoindian projectile points». Journal of Anthropological Archaeology 26 (3): 366-393. ISSN 0278-4165.
- Dixon, E. James (2001). «Human colonization of the Americas: timing, technology and process». Quaternary Science Reviews (en inglés) 30 (1-3): 277-299. ISSN 0277-3791.
- Elias, Scott Armstrong (Febrero 2014). «First Americans lived on land bridge for thousands of years, genetics study suggests». The Conversation. ISSN 2431-2134.
- Eren, Metin I.; Boulanger, Matthew T.; O'Brien, Michael J. (Junio 2015). «The Cinmar discovery and the proposed pre-Late Glacial Maximum occupation of North America». Journal of Archaeological Science Reports 2: 708-713. ISSN 2352-409X.
- Fagundes, N.J.; Kanitz, R.; Eckert, R.; et al. (Marzo 2008). «Mitochondrial Population Genomics Supports a Single Pre-Clovis Origin with a Coastal Route for the Peopling of the Americas». The American Journal of Human Genetics 82 (3). ISSN 0002-9297.
- Greenman, E.F. (1963). «The Upper Paleolithic and the New World». Current Anthropology 4 (1). ISSN 0011-3204.
- Haynes, Gary (2015). «The Millenium before Clovis». PaleoAmerica 1 (2): 134-162. ISSN 2055-5563.
- Hibben, Frank C. (1941). «Evidences of Early Occupation in Sandia Cave, New Mexico, and Other Sites in the Sandia Manzano Region». Smithsonian Miscellaneous Collections 99 (23). ISSN 0096-8749.
- Hoffecker, John F.; Elias, Scott A.; O'Rourke, Dennis H. (Febrero 2014). «Out of Beringia ?». Science 343 (6174): 979-980. ISSN 0036-8075.
- Hooshiar Kashani, B.; Perego, U.A.; Olivieri, A.; et al. (2012). «Mitochondrial haplogroup C4c: a rare lineage entering America through the ice-free corridor?». American Journal of Physical Anthropology 147 (1). ISSN 0002-9483.
- Macaulay, Vincent; Hill, Catherine; Achilli, Alessandro; et al. (2005). «Single, Rapid Coastal Settlement of Asia Revealed by Analysis of Complete Mitochondrial Genomes». Science 308 (5724). ISSN 0036-8075.
- Malhi, R.S.; González-Oliver, A.; Schroeder, K.B.; et al. (Diciembre 2008). «Distribution of Y chromosomes among native North Americans: a study of Athapaskan population history». American Journal of Physical Anthropology 137 (4): 412-424. ISSN 0002-9483.
- Moreno Garvayo, José Luis (2019). «Ice Bridge. Un nuevo documental sobre la “hipótesis solutrense». Antropología. ISSN 2695-4958.
- O’Brien, Michael J.; Boulanger, Matthew T.; Collard, Mark; Buchanan, Briggs; Tarle, Lia; Straus, Lawrence G.; Eren, Metin I. (2014). «On thin ice: problems with Stanford and Bradley's proposed Solutrean colonisation of North America». Antiquity 88 (340): 606-613. ISSN 0003-598X.
- O'Brien, Michael J. (2016). «More (and more) on Clovis». Antiquity 90 (350): 525-527. ISSN 0003-598X.
- Oppenheimer, Stephen; Bradley, Bruce A.; Stanford, Dennis J. (2014). «Solutrean hypothesis: Genetics, the mammoth in the room». World Archaeology 46 (5): 752-774. ISSN 1470-1375.
- Phillips, Kelly (2014). «Solutrean Seal Hunters? Modeling Transatlantic Migration Parameters Fundamental to the Solutrean Hypothesis for the Peopling of North America». Journal of Anthropological Research 70 (4): 573-600. ISSN 0091-7710.
- Prasciunas, Mary M. (2011). «Mapping Clovis: Projectile Points, Behavior, and Bias». American Antiquity 76 (1): 107-126. ISSN 0002-7316.
- Raff, Jennifer A.; Bolnick, Deborah A. (2015). «Does Mitochondrial Haplogroup X Indicate Ancient Trans-Atlantic Migration to the Americas? A Critical Re-Evaluation». PaleoAmerica 1 (4): 297-304. ISSN 2055-5563.
- Raghavan, Maanasa; Skoglund, Pontus; Graf, Kelly E.; et al (Enero 2014). «Upper Palaeolithic Siberian genome reveals dual ancestry of Native Americans». Nature 505 (7481): 87-91. ISSN 1476-4687.
- Rasmussen, Morten; Anzick, Sarah L.; Waters, Michael R.; et al (2014). «The genome of a Late Pleistocene human from a Clovis burial site in western Montana». Nature 506 (7487): 225-229. ISSN 1476-4687.
- Rasmussen, Morten; Sikora, Martin; Albrechtsen, Anders; et al. (Julio 2015). «The ancestry and affiliations of Kennewick Man». Nature 523 (7561): 455-458. ISSN 1476-4687.
- Sánchez Goñi, María Fernanda (1991). «On the Last Glacial Maximum and Interstadials During the Solutrean: A Contradiction?». Current Anthropology 32 (5): 573-575. ISSN 0011-3204.
- Soares, Pedro; Ermini, Luca; Thomson, Noel; et al. (Junio 2009). «Correcting for Purifying Selection: An Improved Human Mitochondrial Molecular Clock. and its Supplemental Data». The American Journal of Human Genetics 84 (6): 740-759. ISSN 0002-9297.
- Straus, Lawrence Guy (2000). «Solutrean Settlement of North America? A Review of Reality». American Antiquity 65 (2): 219-226. ISSN 0002-7316.
- Straus, Lawrence G.; Meltzer, David J.; Goebel, Ted (2005). «Ice Age Atlantis? Exploring the Solutrean-Clovis 'Connection'». World Archaeology 37 (4): 507-532. ISSN 1470-1375.
- van Oven, Mannis; Kayser, Manfred (2009). «Updated comprehensive phylogenetic tree of global human mitochondrial DNA variation». Human Mutation 30 (2). ISSN 1059-7794.
- Vastag, Brian (2012). «Radical theory of first Americans places Stone Age Europeans in Delmarva 20,000 years ago». The Washington Post (en inglés) (29 de febrero de 2012).
- Warnica, James M. (2005). «Blackwater Locality No. 1: An Important Archaeological Site in Eastern New Mexico». Central States Archaeological Journal 52 (1): 10-11. ISSN 0008-9559.
- Waters, Michael R.; Stafford Jr., Thomas W. (2007). «Redefining the Age of Clovis: Implications for the Peopling of the Americas». Science 315 (5815): 1122-1126. ISSN 0036-8075.
- Waters, Michael R.; Forman, Steven L.; Jennings, Thomas A.; et al. (2011). «The Buttermilk Creek Complex and the Origins of Clovis at the Debra L. Friedkin Site, Texas». Science 331 (25): 1599-1603. ISSN 0036-8075. Archivado desde el original el 21 de julio de 2011. Consultado el 5 de junio de 2023.
- Waters, Michael R.; Stafford Jr., Thomas W.; Carlson, David L. (2020). «The age of Clovis—13,050 to 12,750 cal yr B.P.». Science Advances 6 (43). ISSN 2375-2548.
- Westley, Kieran; Dix, Justin (Julio 2008). «The Solutrean Atlantic Hypothesis: A View from the Ocean». Journal of the North Atlantic 1: 85-98. ISSN 1935-1933.